# Aracus captator
Aracus captator là một loài nhện trong họ Gnaphosidae. Loài này săn mồi ban đêm trong khi ban ngày thì ẩn mình dưới các tảng đá và lá cây. Cơ thể chúng có hình oval, hẹp và chỉa về phia sau.
Aracus captator được Tord Tamerlan Teodor Thorell miêu tả năm 1887, và chỉ tìm thấy ở Myanmar.